# Алборта
Алборта (осет. Æлбортæ; ранее было нежилым селом Мугриси, груз. მუგრისი) — село в Закавказье. Расположено в Знаурском районе Южной Осетии, фактически контролирующей село; согласно юрисдикции Грузии — в Карельском муниципалитете края Шида-Картли.

## География
Расположено у левого побережья реки Проне Средняя (приток реки Кура) у восточных окраин райцентра посёлка городского типа Знаур.

## Население
Село населено этническими осетинами. В 1987 году было нежилым.

## Топографические карты
- Лист карты K-38-64 Цхинвали. Масштаб: 1 : 100 000. Состояние местности на 1987 год. Издание 1989 г.